# Jászszentlászló
Jászszentlászló is een plaats (község) en gemeente in het Hongaarse comitaat Bács-Kiskun. Jászszentlászló telt 2632 inwoners (2002).